# Ёкояма, Такаси
Такаси Ёкояма (яп. 横山隆志 Ёкояма Такаси, 24 декабря 1913 — 1945 год) — японский пловец, олимпийский чемпион.
Такаси Ёкояма родился в 1913 году в городе Коти; окончил Университет Васэда.
В 1932 году на Олимпийских играх в Лос-Анджелесе Такаси Ёкояма завоевал золотую медаль в эстафете 4×200 м вольным стилем, установив при этом новый мировой рекорд.